# Kamil Skaskiewicz
Kamil Skaskiewicz, né le 10 juillet 1988 à Białogard, est un lutteur libre polonais.

## Palmarès

### Championnats d'Europe
- Médaille d'argent en catégorie des moins de 96 kg en 2013 à Tbilissi